# Sophienthaler Forst
Sophienthaler Forst ist ein Waldgebiet und eine Gemarkung. Sie liegt teils im Gemeindegebiet von Warmensteinach, teils im Gemeindegebiet von Weidenberg im Landkreis Bayreuth (Oberfranken, Bayern). Die Gemarkung hat eine Fläche von 14,223 km² und ist in 162 Flurstücke aufgeteilt, die eine durchschnittliche Flurstücksfläche von 87798,01 m² haben. Benachbarte Gemarkungen sind Görschnitz, Mengersreuth und Sophienthal im Süden, Untersteinach im Westen, Goldkronacher Forst, Warmensteinacher Forst-Süd und Warmensteinach im Norden und Fichtelberg im Osten.